# Тодоко-Рану
Тодоку-Рану (индон. Gunung Todoko-Ranu) — вулкан на острове Хальмахера, Индонезия.

## География
Расположен в провинции Северное Малуку между вулканами Гамконора и Джаилоло. Находится северо-восточнее залива Джаилоло. Состоит из группы вулканических объектов максимальная высота которых составляет 1300 м. Зона субдукции составляет менее 15 км. Находится в малозаселенной местности. Ближайший значительный населенный пункт Джаилоло.

## Геология
Является комплексным вулканом. Почвы в районе вулкана состоят из игнимбритов, вулканических туфов. Основа вулкана 2 кальдеры расположенный рядом друг с другом в направлении север => северо-восток . Кальдера Рану диаметром 2X2,8 км находится севернее озера Рану. Высота 1000 м. В самой кальдере образован кратер взрывного типа диаметром 1 км. На западной и южной оконечности заметна активность фумаролл. Вторая кальдера Саху (Тодоку-Саху) имеет тот же диаметр, высота до 979 м. Расположена южнее Рану, ближе к заливу Джаилоло. Кальдера Тодоку является более древним вулканическим образованием. Юго-восточнее кальдеры расположено урочище Телага Педозо (Дурные озера). Многочисленные сольфатары, мофеты. В кальдере образовался молодой стратовулкан Саху, высота 1300 (1370) м., состоящий из андезитов. Склоны молодого стратовулканы имеют побочные конусы: Хонор - на южном, Пора - на восточном . Сложены брекчиями, пирокластами андезитового состава.На юго-востоке кальдеры многочисленные горячие источники. Ближе всего к морю расположен потухший стратовулкан Ону, высота 1098 м. Сложен андезитами и дацитами. Вулкан пересекает разлом, проходящий через вершину в широтном направлении. Сам разлом заполнен андезитовой выветривающейся лавой. Глубина рифта достигает 300 м, протяженность 10 км. В прошлом потоки лав были направлены на запад и восток. Лавы представлены кислыми андезитами и обсидианами. Исторических извержений официально зафиксировано не было, но молодые застывшие потоки лавы достигают в некоторых местах берегов моря.